# Arbizu
Arbizu ist eine Gemeinde (Municipio) in Navarra in Spanien mit 1.108 Einwohnern (Stand: 2024).

## Geografie
Arbizu liegt etwa 40 Kilometer westnordwestlich von Pamplona (Iruña) in einer Höhe von ca. 495 m in der baskischsprachigen Zone Navarras. Der Arakil durchschneidet die Gemeinde in Ost-West-Richtung. Durch den Süden der Gemeinde verläuft die Autovía A-10 nach Vitoria-Gasteiz. 

## Bevölkerungsentwicklung
| Jahr        | 1900 | 1950 | 1970 | 1981 | 1991 | 2001 | 2011 | 2021 |
| ----------- | ---- | ---- | ---- | ---- | ---- | ---- | ---- | ---- |
| Einwohner   | 821  | 801  | 899  | 858  | 918  | 922  | 1082 | 1113 |
| Quelle: INE |      |      |      |      |      |      |      |      |

## Sehenswürdigkeiten

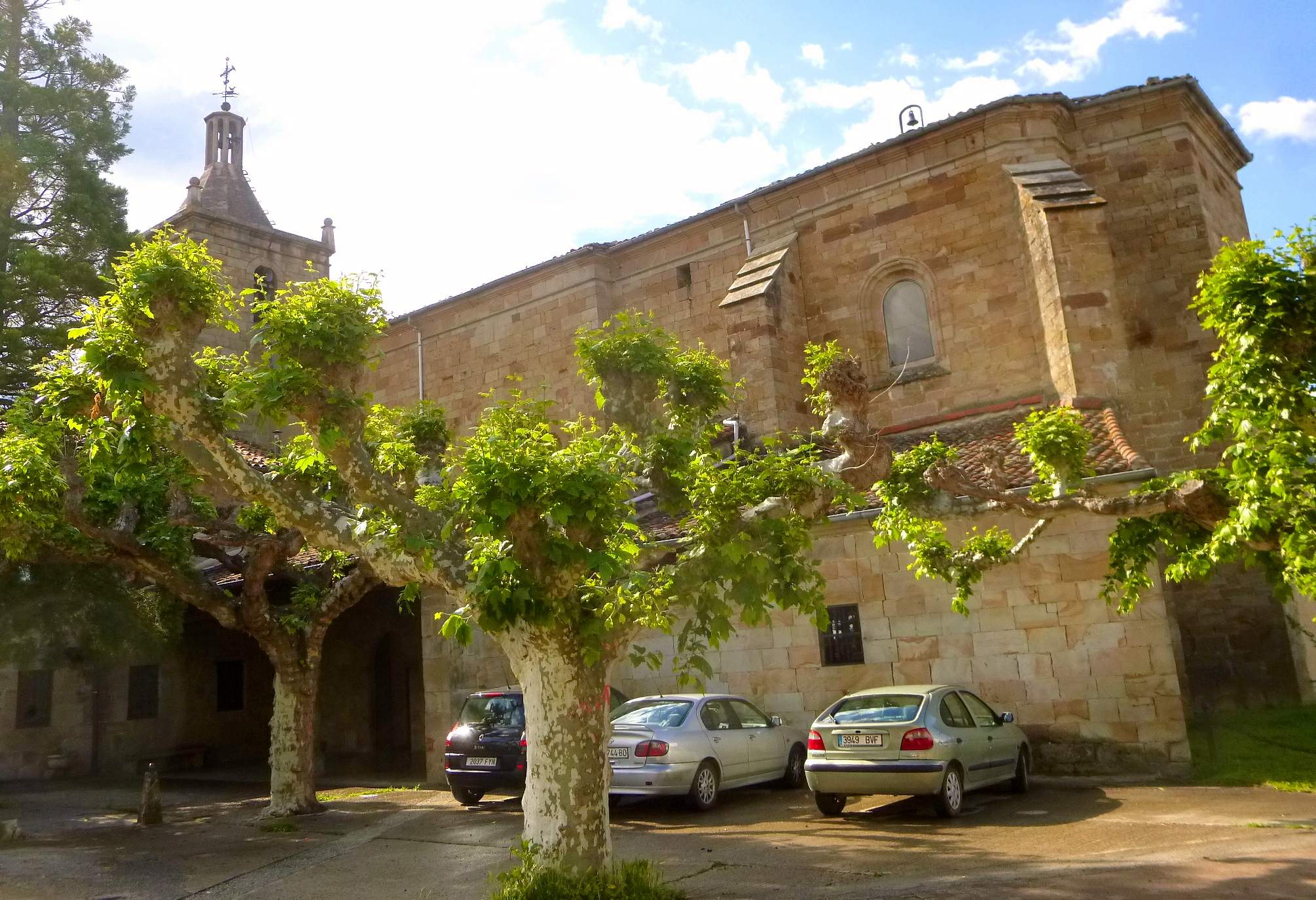
Kirche Mariä Geburt
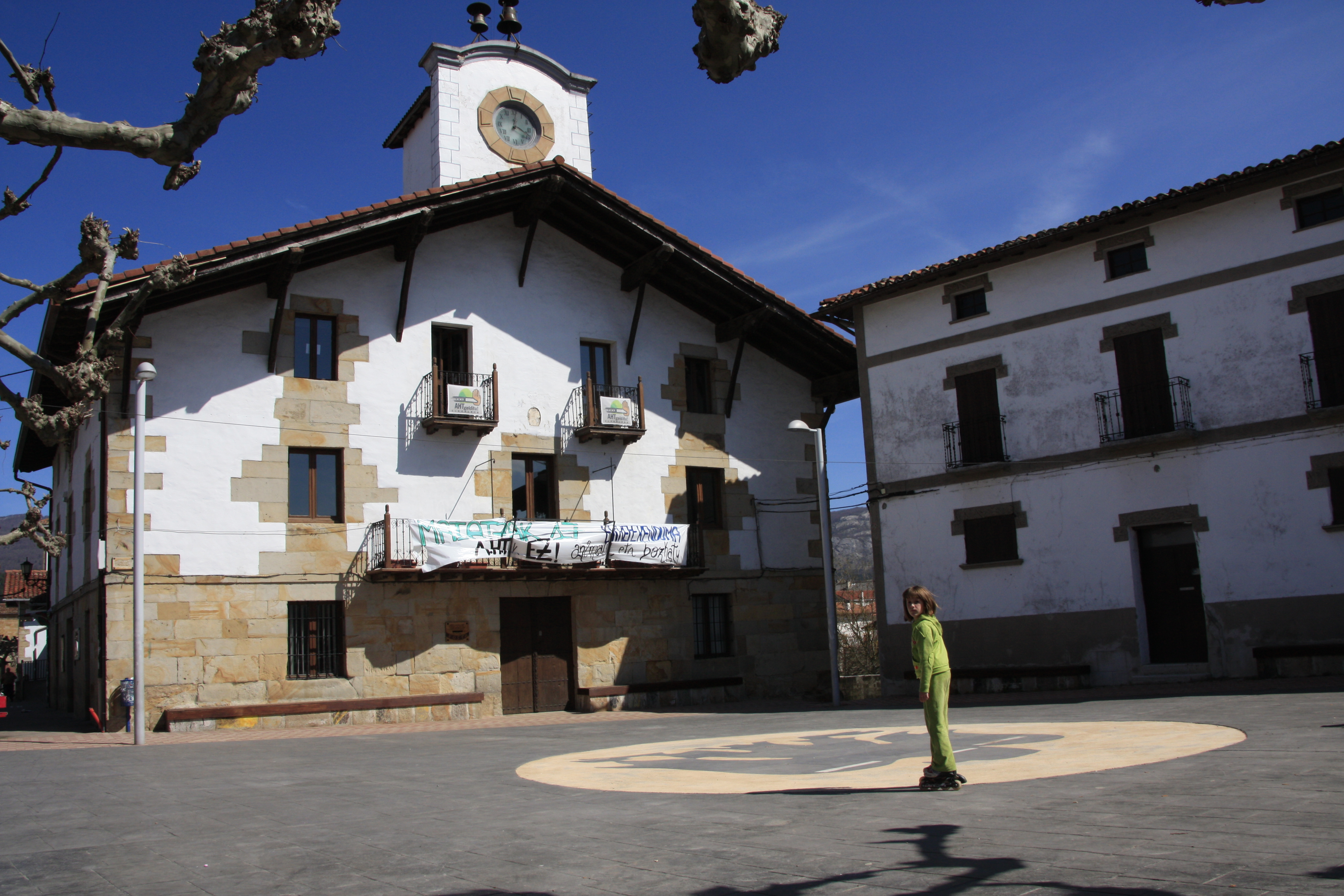
Johanniskapelle

- Kirche Mariä Geburt
- Rathaus

## Partnerschaft
Mit dem palästinensischen Ort Marda, Gouvernement Salfit, im Westjordanland besteht eine Partnerschaft.